# María Santos Gorrostieta Salazar
Pour les articles homonymes, voir Salazar.
María Santos Gorrostieta Salazar, née en 1976 et morte le 20 novembre 2012, est une femme politique mexicaine, maire de Tiquicheo de Nicolás Romero (es), dans le Michoacán, opposante notoire des narcotrafiquants dans la guerre menée contre eux depuis 2006, victime de plusieurs attentats, morte des sévices infligés par ces derniers.

## Biographie

### Jeunesse et entrée en politique
Jeune médecin, mariée à Jose Sanchez Chavez et mère de trois enfants (deux filles et un garçon), María Gorrostieta se lance en politique en étant élue maire de Tiquicheo de Nicolás Romero à la suite de son mari.

### Menaces et premières épreuves
Son mari échappe de peu à une première tentative d'assassinat au début de l'année 2009 ; il est tué dans une seconde le 15 octobre de la même année, attaque qui blesse également très grièvement sa femme. Une troisième attaque la blesse à nouveau en janvier 2010. Malgré toutes ces épreuves elle n'abandonne pas la politique. Elle se remarie également.
En mars 2012, face à des opposants qui minimisent son engagement et ses souffrances, elle publie plusieurs photographies de ses blessures.

### Ultime enlèvement et assassinat
Elle est enlevée le 12 novembre 2012 et son corps meurtri, ayant subi des brûlures, des coups, est retrouvé le 20 novembre,, dans l'État du Michoacan.